# НадимаЧ
НадимаЧ је српски треш метал бенд из Београда, основан 2003. године.

## Историја
Ристић и Павловић су основали бенд и употпунили поставу гитаристом и вокалистом Милошем „Крлетом Мацолом” Крстићем и Душаном „Гласном Комором” Копривицом. Снимили су демо 2007, Вукодлак Метал. Почетком 2008. бенд је променио поставу. На њему су били оснивачи – Зец и Драганче, гитариста Стефан „Ћора” Ћоровић и бивши Daggerspawn вокал Данило „Дача” Трбојевић. Нова постава снимила је деби ЕП, Метал је Рат (2009). Потписали су са кинеском издавачком кућом Area Death Productions и објавили свој први студијски албум Државни Непријатељ Број Кец 2009.

## Чланови
- Данило „Дача” Трбојевић – Вокал (2008 – данас)
- Марко „Зец” Павловић – бас (2003 – данас)
- Драган „Драганче” Ристић – Бубњеви (2003 – данас)
- Стефан „Ћора” Ћоровић – гитара (2008 – данас)

## Дискографија
- 2007 : Вукодлак Метал
- 2009 : Метал је Рат
- 2009 : Државни Непријатељ Број Кец
- 2011 : По Кратком Поступку
- 2013 : Нејебањеживесиле
- 2015: Манифест Против Судбине
- 2017: „Беснило”